# 小惡魔附體
《小惡魔附體》（又译作）是由韓國獨立工作室Neostream Interactive開發並預定在Microsoft Windows、任天堂Switch、PlayStation 4、PlayStation 5和Xbox One平台上發行的动作冒险游戏，其單人和多人合作模式皆講述一群探險家在19世紀風格的世界中尋找怪物和超自然现象，期間所經歷的生涯及個人生活。遊戲最初在2015年4月透過Kickstarter眾籌首次公佈，但此後多次推遲發售日期，陷入長久的製作地獄。

## 劇情
《小惡魔附體》有著19世紀維多利亞式的背景舞台，並帶有蒸氣龐克的元素。開發商Neostream Interactive稱它是一個「如夢似幻、非現實的世界…夾在天堂與地獄之間」。故事的主角比利（Billy）是一位劍客，受僱於由大學教授文森特（Vincent）和其同事奧利弗博士（Dr. Oliver）領導的研究小組，並隨他們週遊列國，探尋超自然現象和其他不尋常的事件。研究小組的最終目標是要彙編一本完整收錄「所有存在於世間的現象」的百科全書。
該作還會以諷刺角度探討其他遊戲透過擊敗怪物來獲取經濟戰利品的陳腔濫調機制、探索該作角色之間更為平凡的生活，以及他們與僱主之間的貧富差距。根據Neostream的說法：
這款遊戲不僅僅是打敗大惡魔、拯救蒼生，而是要接受並嘗試在非現實的世界中過現實的生活。這是一部訴說人們從事「不正常」職業的故事，狩獵怪物在他們的日常生活中只是家常便飯。

## 遊戲玩法

### 核心玩法
《小惡魔附體》是一款帶生存、打鬥和開放世界探索元素的第三人稱3D动作冒险角色扮演遊戲，但Neostream Interactive形容若要與其他生存遊戲比較的話，該作的生存元素「相對簡單」，且「不在於玩家能在特定環境中生存多久」，而是「為了任務，所以起行，然後活著回來」。遊戲的生存元素包括剖開仙人掌取水、砍柴生火和烹飪狩獵得來的食物。玩家可以使用諸如劍、盾、手槍、抓鉤、炸彈、帳篷和烹飪設備等有助生存的武器或工具來完成目標。《小惡魔附體》會在沙漠、雪地、森林、山脈、沼澤，甚至深海等不同環境條件的地點進行，這些區域可在以移軸效果實現微縮比例外觀的「世界地圖」內點選到達。儘管地圖內的所有地點皆可前往，但實際旅行時間卻無法縮短，且玩家需全面確保自己交通工具的安全，同時期間也要對遭遇NPC、障礙物（比如羊群）或被敵人埋伏等突發事件作出相應的動作。隨著主線的推進，玩家可以升級他們的交通工具、武器和盔甲。
在任務與任務之間，玩家可以返回遊戲內的主城安全地帶休息，為接下來諸如與NPC對談、在圖書館收集下一目的地的資訊及因應其天氣狀況作準備等冒險作整備。據Neostream所言，這些整備是後續任務成敗的關鍵：
您要為任何意料之外的壞天氣打好預防針、掌握有關當地的必要情報、穿上個人認為適合的裝備、上車，並對旅途期間出現的突發事件做反應…完成任務有多難，將視乎你做了多少預備功夫以及對事件做出的反應。
遊戲還包含Roguelike玩法元素：玩家角色一旦死亡，原先角色並不會復活，但玩家可以操縱後續角色至同一位置以拾回任何丟失的裝備。

### 視覺風格
《小惡魔附體》採用了偏極簡主義的視覺風格，只有極少的用戶界面，且盡可能回避使用選單，反之要求玩家目測及與角色交流來確立細節。打個比方，角色受傷，則跛行；生病，則咳嗽；過冷；則發抖。同樣地，儘管各可控角色有著不同的性格特徵（例如愛自誇的角色在受傷時會躲起來、好女色的鼠目寸光），但這些資訊都不會明確公開，而是要求玩家將它們推導出來。
Neostream如此描述《小惡魔附體》的圖形風格：
與開發極其逼真傳神、高精度（High-poly）的角色及具豐富紋體細節的物件相反，我們未來的設計美學和精髓是在整個遊戲體驗中為每個玩家創造一種微妙但強力的空虛感，來填補他們內心之間的空洞。

### 多人合作模式
遊戲亦支援多人合作（包括區域網路聯機），讓多位玩家一起參與同一任務。此外，《小惡魔附體》也有隨機遭遇其他玩家的可能性。

## 開發與發行
《小惡魔附體》是1998年創立，前身為一家多媒體設計和製作公司的首爾獨立工作室Neostream Interactive開發的第一部作品，並由其創意總監科迪·李（Kody Lee）發想。開發團體最初使用Unity引擎，後來轉用Epic Games的虛幻引擎。該作之後透過2015年4月Kickstarter的眾籌首次公佈，同時發佈的還有遊戲畫面、Pre-alpha版本預告片，以及Steam Greenlight上的頁面。在約5000多人的幫助下，Kickstarter活動在2015年5月達成款項目標，總共籌得A$306,515元。眾籌原先設定的發售日期為「2016年秋季」左右，但隨後由於遊戲世界的擴大而宣佈延遲。2017年12月，Neostream釋出新的《小惡魔附體》預告片，計劃以PC為首要發行平台，並定下「2018年末」的發售日期，惜後來再次跳票。
遊戲最初的宣傳活動指出將計劃在Steam（Windows、macOS和Linux）、PlayStation 4與Xbox One上發佈，後來亦添加了任天堂的Wii U作延伸目標。然而在2020年6月11日的PlayStation 5線上展示會中，《小惡魔附體》卻宣佈將成為PlayStation 4和PlayStation 5的定時獨佔作品。Neostream隨後致函眾Kickstarter支持者，他們已與索尼達成協議，表明PC版會與一起PS4、PS5版本一同發行，但沒有提及任何關於Xbox或任天堂平台的細節。在隨後的網站更新中，該工作室確認《小惡魔附體》將在Windows上發行，且在PlayStation獨佔期完結後仍計劃在任天堂Switch（取代Wii U）和Xbox One上發售。
在2021年1月消費電子展的主題演示上，索尼在一預告片的腳注上表示《小惡魔附體》計劃於同年7月發行，但原始預告片上傳至各大網站後卻未見該行小字，索尼並沒有對此發出任何聲明，而遊戲最後也並未如期發售。索尼在2021年10月於其Twitter上發佈了《小惡魔附體》的短預告片，並在隔天的「State of Play」直播活動中以「初次深入了解《小惡魔附體》」為題，向玩家展示全新的世界地圖等元素，還定下了在2022年內發行的承諾。PlayStation的官方Instagram帳戶在兩個月後釋出新的預告片片段，進一步指出《小惡魔附體》將在「2022年冬季」開售。然而發行再度延宕，直至另行通知。2024年2月，當眾人紛紛猜測遊戲已胎死腹中時，Neostream突然在Kickstarter上更新貼文，為受內部爭執等因素而無法如期交付一事向粉絲社群道歉，並稱製作團隊已縮小規模，也變得「更加強大」。他們同時釋出新的預告片，還公佈該作轉用了全新的虛幻引擎5。

## 爭議
在2020年6月11日釋出的《小惡魔附體》宣傳影片中，包含著部落土著追擊逃跑中的主角的場景，但土著的角色設計卻被Twitch實況主「LordBalvin」等人質疑帶有歧視黑人和原住民的意味。輿論迅速發酵下，Neostream Interactive兩天後在其官方Facebook專頁上發布道歉聲明，強調他們對土著的設計理念為一群守護自身族群聖地的衛士，絕無影射現實中任何非裔人士之意，並將會重做角色，例如刪掉髒辮、厚唇和更改膚色等，同時對受到冒犯的社群致歉。Neostream的業務發展總監約翰·崔（John Choi）在Polygon的專題報導上表明種族歧視刻板印象一事絕非故意，並重申這種情況不會再度發生。

## 外部連結
- 官方网站
- Little Devil Inside on Kickstarter （页面存档备份，存于）